# Strefa ruchu lotniskowego
Strefa ruchu lotniskowego (ang. aerodrome traffic zone, w skrócie ATZ) – przestrzeń powietrzna o określonych wymiarach, ustanowiona wokół lotniska dla ochrony ruchu lotniskowego.
Wykonywane są w niej loty przeważnie w klasie przestrzeni G lotnictwa ogólnego (General Aviation). W strefie tej może być zapewniona służba AFIS (Aerodrome Flight Information Service), ang. Lotniskowa Służba Informacji Powietrznej.